# Superliga de Malasia 2024-25
La temporada 2024-25 de la Superliga de Malasia fue la 21.ª temporada de la máxima categoría del fútbol en Malasia desde 2004. Comenzó el 10 de mayo de 2024 y finalizó el 20 de abril de 2025. Esta temporada marcó el regreso de un calendario de partidos bianual, el cual había sido utilizado por última vez en la temporada 2008-09.
El Johor Darul Takzim es el campeón defensor. Finalmente, el equipo revalidó su título consiguiendo el campeonato número once en su historia.

## Equipos
La liga fue disputada por 13 equipos como consecuencia de la expulsión del Kelantan al finalizar la temporada anterior, además de que ningún club de la Liga M3 obtuvo la licencia para poder competir en la Superliga de Malasia. En consecuencia, el descenso de categoría fue suprimido para esta temporada.
| Equipo              | Entrenador            | Ciudad           | Estadio                    | Capacidad |
| ------------------- | --------------------- | ---------------- | -------------------------- | --------- |
| Johor Darul Takzim  | Héctor Bidoglio       | Iskandar Puteri  | Sultan Ibrahim             | 40 000    |
| Kedah Darul Aman    | Victor Andrag         | Alor Setar       | Darul Aman                 | 32 000    |
| Kelantan Darul Naim | Park Jae-hong         | Kota Bharu       | Sultán Mohammad IV         | 22 000    |
| Kuala Lumpur City   | Miroslav Kuljanać     | Cheras           | Kuala Lumpur               | 18 000    |
| Kuching City        | Aidil Sharin Sahak    | Kuching          | Sarawak                    | 40 000    |
| Negeri Sembilan     | Nanthakumar Kaliappan | Seremban         | Tuanku Abdul Rahman        | 45 000    |
| PDRM FA             | Maniam Pachaiappan    | Selayang         | Selayang                   | 16 000    |
| Penang              | Wan Rohaimi           | George Town      | City Stadium               | 20 000    |
| Perak               | Yusri Che Lah         | Ipoh             | Perak                      | 42 000    |
| Sabah               | Martin Stano          | Kota Kinabalu    | Estadio de Likas           | 35 000    |
| Selangor            | Katsuhito Kinoshi     | Petaling Jaya    | Petaling Jaya              | 25 000    |
| Sri Pahang          | Fandi Ahmad           | Temerloh         | Temerloh                   | 10 000    |
| Terengganu          | Badrul Afzan Razali   | Kuala Terengganu | Sultan Mizan Zainal Abidin | 50 000    |

## Desarrollo

### Tabla de posiciones
| Pos. | Equipo                 | Pts. | PJ | G  | E | P  | GF | GC | Dif. | Clasificación 2025-26                      |
| ---- | ---------------------- | ---- | -- | -- | - | -- | -- | -- | ---- | ------------------------------------------ |
| 1    | Johor Darul Takzim (C) | 70   | 24 | 23 | 1 | 0  | 90 | 8  | +82  | Fase de liga de la Liga de Campeones Élite |
| 2    | Selangor               | 52   | 24 | 16 | 4 | 4  | 44 | 16 | +28  | Fase de grupos de la Liga de Campeones 2   |
| 3    | Sabah                  | 40   | 24 | 11 | 7 | 6  | 41 | 33 | +8   |                                            |
| 4    | Kuching City           | 39   | 24 | 10 | 9 | 5  | 38 | 28 | +10  |                                            |
| 5    | Terengganu             | 35   | 24 | 9  | 8 | 7  | 35 | 26 | +9   |                                            |
| 6    | Kuala Lumpur City      | 31   | 24 | 11 | 4 | 9  | 40 | 33 | +7   |                                            |
| 7    | Perak                  | 30   | 24 | 8  | 6 | 10 | 36 | 36 | 0    |                                            |
| 8    | Sri Pahang             | 29   | 24 | 7  | 8 | 9  | 35 | 39 | −4   |                                            |
| 9    | PDRM                   | 27   | 24 | 7  | 6 | 11 | 25 | 36 | −11  |                                            |
| 10   | Penang                 | 26   | 24 | 6  | 8 | 10 | 31 | 38 | −7   |                                            |
| 11   | Kedah Darul Aman       | 21   | 24 | 6  | 6 | 12 | 21 | 51 | −30  |                                            |
| 12   | Negeri Sembilan        | 16   | 24 | 4  | 4 | 16 | 23 | 49 | −26  |                                            |
| 13   | Kelantan Darul Naim    | 7    | 24 | 2  | 1 | 21 | 16 | 82 | −66  |                                            |

Actualizado a los partidos jugados el 20 de abril de 2025.
 Fuente: Soccerway
Criterios de clasificación: Puntos · Enfrentamientos directos · Diferencia de goles · Goles a favor · Puntos fair-play · Play-off.
Notas:
1. ↑  Kuala Lumpur City fue penalizado con la resta de seis puntos por dar declaraciones falsas o imprecisas en la solicitud para la obtención de la licencia de competencia para el club.[10]
2. ↑  Kedah Darul Aman fue penalizado con la resta de tres puntos por impagos a sus jugadores y cuerpo técnico.[11]

### Resultados
| Local \ Visitante   | JDT | KDA | KDN | KLC | KUC | NSE | PDRM | PEN | PRK | SAB | SEL | SRP | TER |
| ------------------- | --- | --- | --- | --- | --- | --- | ---- | --- | --- | --- | --- | --- | --- |
| Johor Darul Takzim  |     | 6–0 | 9–0 | 3–0 | 2–1 | 3–1 | 4–0  | 5–0 | 2–0 | 4–0 | 3–0 | 3–0 | 4–0 |
| Kedah Darul Aman    | 1–6 |     | 3–0 | 2–3 | 1–1 | 2–2 | 1–1  | 1–0 | 0–2 | 1–1 | 0–1 | 2–2 | 1–0 |
| Kelantan Darul Naim | 1–6 | 0–1 |     | 1–3 | 0–3 | 1–2 | 1–0  | 0–3 | 1–3 | 2–3 | 0–7 | 1–1 | 1–2 |
| Kuala Lumpur City   | 1–5 | 5–0 | 5–2 |     | 1–1 | 2–1 | 2–1  | 4–2 | 1–2 | 3–0 | 1–0 | 0–0 | 0–2 |
| Kuching City        | 0–2 | 3–0 | 1–0 | 3–1 |     | 1–1 | 2–0  | 2–2 | 1–1 | 1–2 | 2–1 | 2–2 | 1–1 |
| Negeri Sembilan     | 0–4 | 2–0 | 2–3 | 0–3 | 1–3 |     | 1–2  | 0–2 | 0–1 | 1–2 | 0–4 | 2–1 | 0–2 |
| PDRM                | 1–1 | 0–1 | 5–0 | 2–1 | 0–2 | 2–1 |      | 1–1 | 1–1 | 1–0 | 1–1 | 1–3 | 1–0 |
| Penang              | 0–3 | 0–1 | 3–0 | 1–0 | 1–1 | 2–2 | 2–0  |     | 3–3 | 0–4 | 1–1 | 0–1 | 0–0 |
| Perak               | 0–5 | 1–1 | 7–0 | 1–0 | 1–2 | 0–0 | 2–3  | 0–2 |     | 2–4 | 1–2 | 0–1 | 2–2 |
| Sabah               | 1–3 | 5–2 | 4–1 | 1–1 | 2–1 | 2–0 | 1–0  | 0–0 | 0–1 |     | 1–2 | 2–2 | 1–1 |
| Selangor            | 0–3 | 1–0 | 2–0 | 1–0 | 4–0 | 4–0 | 2–0  | 4–1 | 2–1 | 0–0 |     | 2–0 | 1–0 |
| Sri Pahang          | 1–3 | 6–0 | 1–0 | 1–1 | 0–2 | 0–2 | 5–1  | 3–2 | 0–3 | 2–3 | 1–1 |     | 1–5 |
| Terengganu          | 0–1 | 3–0 | 3–0 | 1–2 | 2–2 | 3–2 | 1–1  | 1–0 | 3–1 | 2–2 | 0–1 | 1–1 |     |

## Máximos goleadores
- Actualizado al 20 de abril de 2025.
| Rank | Jugador            | Club               | Goles |
| ---- | ------------------ | ------------------ | ----- |
| 1    | Bérgson Gustavo    | Johor Darul Takzim | 32    |
| 2    | Paulo Josué        | Kuala Lumpur City  | 17    |
| 3    | Jordan Mintah      | Kuching City       | 14    |
| 4    | Luciano Guaycochea | Perak              | 11    |
| 5    | Rodrigo Dias       | Penang             | 10    |
| 5    | Ronnie Fernández   | Selangor           | 10    |
| 5    | Alvin Fortes       | Selangor           | 10    |
| 5    | Romel Morales      | Johor Darul Takzim | 10    |
| 9    | Clayton            | Perak              | 9     |
| 9    | Ifedayo Olusegun   | PDRM               | 9     |
| 9    | Kpah Sherman       | Sri Pahang         | 9     |